# John-Ross Edwards
John-Ross Edwards (sinh ngày 27 tháng 1 năm 1988) là một cầu thủ bóng đá người Jamaica thi đấu cho Harbour View, ở vị trí tiền vệ.

## Sự nghiệp
Edwards từng thi đấu bóng đá cho Harbour View.
Anh ra mắt quốc tế cho Jamaica năm 2014.